# Castelo Dundarg
O Castelo Dundarg (em inglês:  Dundarg Castle) é uma mansão acastelada do século XIII atualmente em ruínas localizado em Aberdour, Aberdeenshire, Escócia.

## História
Construído no século XIII pela família Comyn e mais tarde demolido, provavelmente pelo Rei escocês Roberto I em 1308.
Foi reconstruído em 1334, mas novamente destruído quase de imediato, após o famoso cerco. Prova dessa dupla destruição, foi confirmado nas escavações efetuadas durante os anos de 1911-12 e em 1950-51, quando objetos medievais foram encontrados. Entre os objetos encontrados em 1911-12, estava um botão romano-britânico em bronze, datado pelo professor Richmond entre o 3º e 4º século DC.
O local foi abandonado em meados do século XVI e a casa anexa foi construída por volta de 1938, pelo vice-marechal da Força Aérea Real Carnegie. Uma pequena insígnia da RAF, está inserida na janela de entrada para mostrar a ligação ao seu construtor.
O sino que está na entrada principal, tem a inscrição 'Loughborough 1869'.
Encontra-se classificado na categoria "B" do "listed building" desde 16 de abril de 1971.